# Lydia (cantante)
Lydia Rodríguez Fernández (Madrid, 15 de enero de 1980), más conocida como Lydia, es una cantante española. Desde 2008 es la vocalista del grupo Presuntos Implicados junto a Nacho Mañó y Juan Luis Giménez. Presuntos Implicados se auto disuelven en 2021: En febrero de 2021 publican el sencillo "El Vórtice del Tiempo" a la vez que se despiden con esta nota publicada en su página oficial de Facebook: "Queridos amigos y seguidores, esta es ante todo una nota de agradecimiento por tantos años de canciones y encuentros. Hoy os comunicamos que PRESUNTOS IMPLICADOS cesa su actividad como tal. Ha sido un sueño hecho realidad, lleno de momentos y memorias imborrables. Sabed que... siempre nos quedará la Música."

## Biografía

### Inicios
Proviene de una familia de músicos y durante su infancia residió en la ciudad de Leganés. Con 16 años grabó un disco en la productora de la que formaba parte su hermano Fernando junto a Alejandro Piqueras. Una de sus canciones estaba dedicada a Alejandro Sanz y fue gracias a esta composición con la que se dio a conocer. El mismo Sanz le entregaría el disco de oro por vender más de 50.000 copias de este primer trabajo. Posteriormente llegaría a disco de platino gracias a éxitos como El tacto de su piel. Dos años después, en 1998, publica su segundo álbum, "100 veces al día", que certificó de nuevo disco de oro. 

### Eurovisión
En 1999 fue seleccionada por TVE para representar al canal público en el Festival de la Canción de Eurovisión 1999 que se celebró el 29 de mayo en Jerusalén, con la canción No quiero escuchar. Esta fue la actuación número 800 en la historia del certamen. Lydia no tuvo suerte y acabó en la última posición recibiendo un solo punto, por parte de Croacia. Hubo sonadas críticas en relación con el traje que lució, de Ágatha Ruiz de la Prada, que no se adecuaba al estilo de la canción y que algunos medios trataron de señalar como el culpable de la mala posición de España. El vestido ganó el Premio Barbara Dex al peor de la edición. A diferencia de otros artistas que no tuvieron suerte en festival, en 2004 Lydia aseguró en TVE: "Al fin y al cabo, quieran o no, en el año 99 a Eurovisión fui yo, y eso es una cosa de la que estaré orgullosa toda mi vida." . El videoclip de la canción se había grabado en Barcelona y el tema fue muy sonado en las radios españolas las semanas antes del certamen y en numerosos programas de televisión como Música sí, Sorpresa Sorpresa o Hyakutake.

### Carrera posterior
En el año 2002, editó el álbum "Si no me pides la vida", que contó con la colaboración de Nacho Campillo. Su primer sencillo fue Esta vez no caeré, siendo el segundo sencillo A través de mi ventana. Ambos temas entraron en la lista de Los 40 Principales. El álbum incluía la canción Across The Universe, de los Beatles, que fue el tema del spot publicitario de Iberia durante 2001. Poco después Lydia sacó recopilatorio con sus éxitos. 
En 2003, la cantante madrileña participó en un ambicioso proyecto llamado Ellas y Magia. Se trató de un DVD musical con varias voces femeninas españolas del momento para versionar grandes clásicos de Disney. En este trabajo participaron cantantes tan diversas como Malú, Marta Botía, Marilia Casares, Marta Sánchez, Merche o Pastora Soler, entre otras. Lydia se encargó de Mi Príncipe Vendrá, tema cantado por Adriana Caselotti en la versión original de Blancanieves y los Siete Enanitos.
En 2005 editó junto al rapero El Chojin el tema El final del cuento de hadas. En 2007 participa con el papel de María Magdalena en el musical Jesucristo Superstar. En 2019 participó en la PrePartyES, evento oficial de Eurovisión que se celebra anualmente en Madrid, recordando su paso por el festival veinte años antes, y publicó un nuevo single en solitario, La soledad, en el mes de octubre. También fundó el proyecto Queens of the 90s con otras cantantes españolas que surgieron en la década de 1990.

### Presuntos Implicados
En 2008 pasa a ser la nueva vocalista del grupo Presuntos Implicados. En septiembre de ese mismo año edita con ellos el nuevo álbum de la banda, "Será", con el que obtiene una nominación a los Grammy latinos a mejor álbum en 2009. Ya en 2011 publican Banda Sonora, por el que consiguen una nueva nominación en los Grammy Latinos 2012. El grupo decide tomarse un descanso en 2015, regresando un año después de forma intermitente, habitualmente para actuaciones en directo, eventos solidarios, conciertos, etc., publicando en 2019 el tema inédito, Mentiras.
La banda anuncia su separación definitiva en el año 2021.

#### Presuntos Implicados 2019 - 2021: punto final
El grupo anuncia en Facebook que vuelven a la composición y a mediados de junio publican su nuevo sencillo, “Mentiras”.
En febrero de 2021 publican el sencillo "El Vórtice del Tiempo" a la vez que se despiden con esta nota publicada en su página oficial de Facebook: 
"Queridos amigos y seguidores, esta es ante todo una nota de agradecimiento por tantos años de canciones y encuentros. Hoy os comunicamos que PRESUNTOS IMPLICADOS cesa su actividad como tal. Ha sido un sueño hecho realidad, lleno de momentos y memorias imborrables. Sabed que... siempre nos quedará la Música."

## Discografía

### En solitario
Singles
- 1996 De la amistad al amor
- 1996 Fueron buenos tiempos
- 1996 El tacto de su piel
- 1996 No sé si es amor
- 1997 Sin ti no puedo
- 1998 No sé vivir sin ti
- 1998 Cien veces al día
- 1998 Aún no quiero enamorarme
- 1998 Pienso en ti
- 1999 No quiero escuchar (Eurovisión)
- 1999 Estando a tu lado
- 2001 Across the universe
- 2002 Esta vez no caeré
- 2002 A través de mi ventana
- 2002 Ansiedad
- 2002 Si no me pides la vida (con Nacho Campillo)
- 2003 Dicen
- 2019 La Soledad
- 2022 Quién lo dirá primero (con Roel)

Álbumes
- 1996 Lydia
- 1998 Cien veces al día
- 1999 Cien veces al día "Edición Eurovisión"
- 2002 Si no me pides la vida
- 2022 Instrospección (junto a Roel)

Recopilaciones
- 1999 Lydia: el tacto de su piel y otros grandes éxitos
- 2002 Discografía básica
- 2003 Lydia: grandes éxitos

### Con Presuntos Implicados
Álbumes
- 2008 Será
- 2011 Banda Sonora
- 2013 La Noche 2/Zona Preferente

Singles
- 2008 ¿Tú cómo estás?
- 2008 Dónde Voy Yo
- 2009 Sera
- 2011 Vuelvo a pensar en ti
- 2011 Solo tu
- 2013 Nunca es para siempre
- 2014 Está ocurriendo con Santiago Cruz.
- 2019 Mentiras
- 2021 El vórtice del tiempo